# Raquel Alessi
Pour les articles homonymes, voir Alessi (homonymie).
Raquel Alessi, née le 7 mars 1983 à Los Angeles, est une actrice américaine d'origine mexicaine et égyptienne.

## Biographie
Raquel Alessi grandit à Los Angeles et fait des études d’art dramatique à la New York University. Elle y joue notamment Le Roi Lear et Oncle Vanya.
Elle tient de petits rôles dans Uncle Sam et l'impasse : de la rue au pouvoir. Elle fait ses véritables débuts aux côtés de Nicolas Cage dans Ghost Rider. Elle est aussi connue pour son rôle dans la série Standoff : Les Négociateurs.
En 2009, elle joue dans la comédie potache Miss March de Trevor Moore et Zach Cregger. Elle y incarne une bombe sexuelle qui fait des ravages sur son passage.

## Filmographie

### Cinéma
- 1997 : Uncle Sam : étudiante
- 2007 : Ghost Rider : Roxanne jeune
- 2008 : Summerhood : Cinnamon
- 2009 : Miss March : Cindi Whitehall

### Télévision
- 1990 : Poker d'amour à Las Vegas : Maria
- 2006-2007 : Standoff : Les Négociateurs (18 épisodes)
- 2013 : Castle (1 épisode)